# ليفينغستون (نيويورك)
ليفينغستون (بالإنجليزية: Livingston, New York)‏ هي بلدة أمريكية تقع في الولايات المتحدة في مقاطعة كولومبيا، نيويورك. يقدر عدد سكانها بـ 3,646 نسمة ومساحتها 100.9 كم2 وترتفع عن سطح البحر 66 متر.

## أعلام
- جون ماكليلان هولمز
- هنري دبليو. ليفينغستون